# Вівчарик гірський
Вівча́рик гірський (Phylloscopus trivirgatus) — вид горобцеподібних птахів родини вівчарикових (Phylloscopidae). Мешкає в Індонезії і Малайзії. Острівний вівчарик раніше вважався конспецифічним з гірським вівчариком.

## Підвиди
Виділяють чотири підвиди:
- P. t. parvirostris Rand & Rabor, 1952 — південь Малайського півострова;
- P. t. trivirgatus Rand & Rabor, 1952 — Суматра, Ява, Балі, Ломбок, Сумбава, північний захід Калімантану;
- P. t. kinabaluensis Rand & Rabor, 1967 — гора Кінабалу (північ Калімантану);
- P. t. sarawacensis (Dubois, AJC, 1900) — Саравак (захід Калімантану).

## Поширення і екологія
Гірські вівчарики мешкають на Малайському півострові, на Великих та на заході Малих Зондських островів. Вони живуть в гірських і рівнинних вологих тропічних лісах. Зустрічаються на висоті понад 460 м над рівнем моря.